# Steins;Gate: Fuka Ryōiki no Déjà vu
Steins;Gate: Fuka Ryōiki no Déjà vu (劇場版 シュタインズ・ゲート 負荷領域のデジャヴ Gekijōban Shutainzu Gēto: Fuka Ryōiki no Dejavu?, lit. Steins;Gate the Movie: Burdened Domain of Déjà vu) este un film SF, de mister, japonez de animație din 2013 regizat de Kanji Wakabayashi după un scenariu de Jukki Hanada. 
Filmul a avut premiera în cinematografele  japoneze la 20 aprilie 2013 și a fost lansat pe BD/DVD la 13 decembrie 2013.

## Prezentare
Filmul are loc în august 2011, la un an după  evenimentele din serialul TV anime omonim. După ce a trecut printr-o călătorie obositoare de-a lungul a mai multor  "Lumi Linii", datorită invenției "D - Mail", mesaje text care pot fi trimise înapoi în trecut, Rintaro Okabe a aterizat în Lumea Linie "Steins Gate". Doar aici el a fost capabil să prevină moartea atât a lui Mayuri Shiina cât și a lui Kurisu Makise și, de asemenea, a prevenit apariția unui viitor condus de către  SERN datorită neinventării mașinii timpului în această lume. La 3 august, Kurisu sosește în Japonia pentru o conferință de presă și reunește la un loc pe toți membrii Future Gadget Laboratory. Între timp, Rintaro începe să aibă efecte secundare severe datorită călătoriilor sale prin timp și începe să aibă viziuni despre o Lume Linie pe care nici măcar nu a mai întâlnit-o înainte. A doua zi, la 4 august, un vizitator misterios apare în hotelul lui Kurisu, spunându-i să-și amintească trei lucruri: un telefon mobil, un cuptor cu microunde și SERN. Mai târziu în acea zi, în timp ce Kurisu vorbește cu Rintaro despre modul în care propriile experimente de déjà vu ar putea fi similare cu capacitatea lui Rintaro 'Reading Steiner' de a-și aminti lucruri din alte "Lumi Linii", Rintaro dispare dintr-o dată din fața ochilor lui Kurisu. Mai mult decât atât, nimeni nu pare să-și mai amintească că Rintaro a existat vreodată, iar Kurisu păstrează doar o amintire slabă a cuiva.

## Distribuție
Actori de voce
- Saori Gotô ca Moeka Kiryuu
- Kana Hanazawa ca Mayuri Shiina
- Asami Imai ca Kurisu Makise
- Yu Kobayashi ca Ruka Urushibara
- Mamoru Miyano ca Rintarou Okabe
- Halko Momoi ca Rumiho Akiha
- Tomokazu Seki ca Itaru Hashida
- Yukari Tamura ca Suzuha Amane
- Masaki Terasoma ca Yuugo Tennouji
- Ayano Yamamoto ca Nae Tennouji